# Templo de Edfu

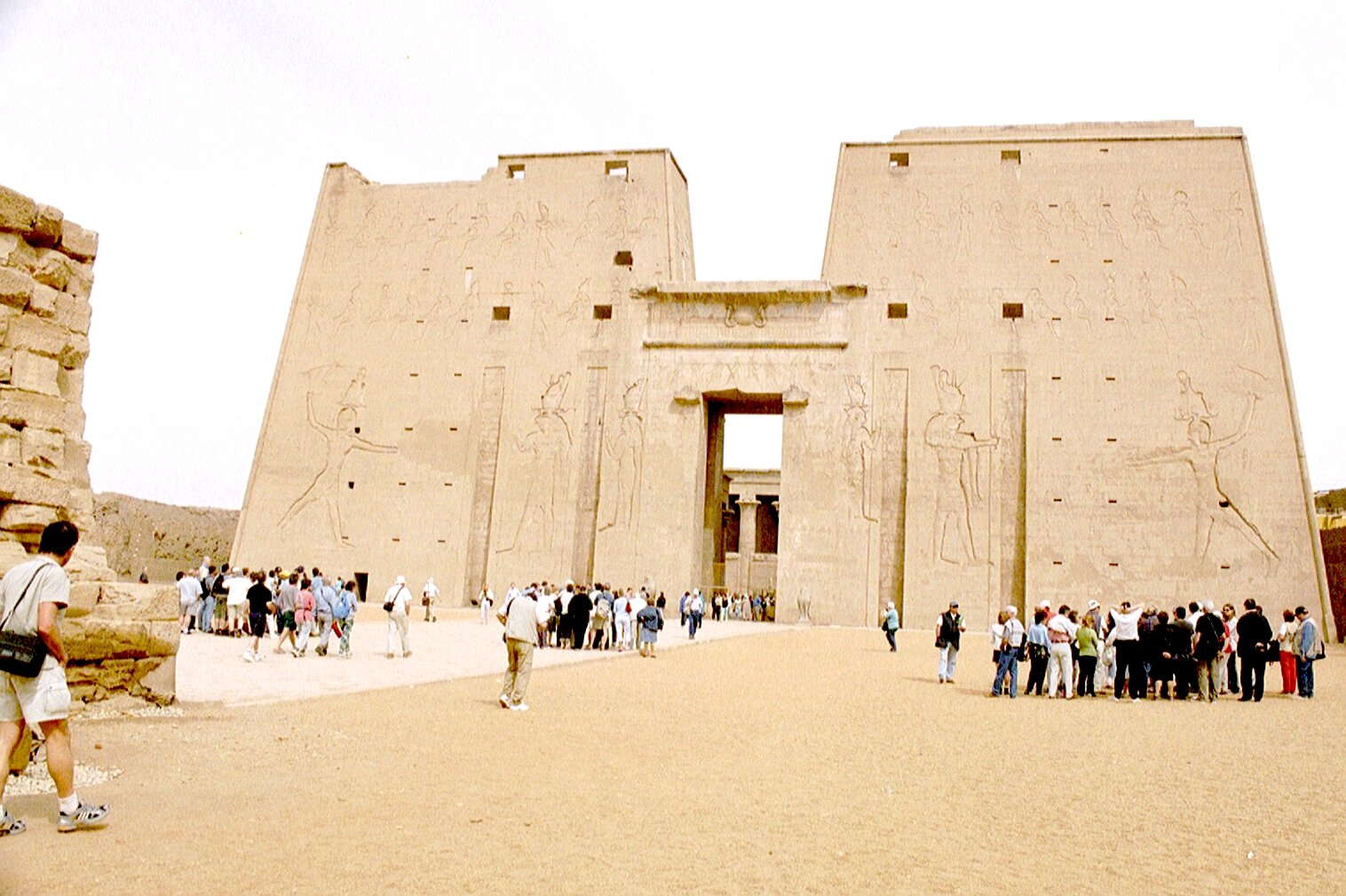
A entrada principal do Templo de Edfu mostrando o primeiro poste

O Templo de Edfu é um templo egípcio situado na margem oeste do Nilo em Edfu, Alto Egito.

## História
O templo atual, que foi iniciado "em 23 de agosto de 237 a.C., inicialmente consistia em um salão de pilares, dois salões transversais e um santuário cercado por capelas". O edifício foi iniciado durante o reinado de Ptolomeu III Euergetes e concluído em 57 a.C. sob Ptolomeu XII Auletes.
O Templo de Edfu está quase intacto e um bom exemplo de um antigo templo egípcio. Seu significado arqueológico e alto estado de preservação tornou-o um centro turístico no Egito e uma parada frequente para os muitos barcos fluviais que cruzam o Nilo. Em 2005, o acesso ao templo foi renovado com a adição de um centro de visitantes e estacionamento pavimentado. Um sofisticado sistema de iluminação foi adicionado no final de 2006 para permitir visitas noturnas.

## Significado religioso
O templo de Edfu é o maior templo dedicado a Hórus e Hathor de Dendera. Foi o centro de vários festivais sagrados para Hórus. Todos os anos, "Hathor viajava para o sul de seu templo em Dendera para visitar Hórus em Edfu, e este evento marcando seu casamento sagrado foi a ocasião de um grande festival e peregrinação."